# 高源院 (鍋島勝茂正室)
高源院（こうげんいん、天正16年（1588年） - 寛文元年9月6日（1661年10月28日））は、安土桃山時代から江戸時代にかけての女性。佐賀藩主・鍋島勝茂の継室。山崎藩主・岡部長盛の娘。母は松平清宗の娘。名は菊姫（きくひめ）。
慶長14年（1609年）4月、徳川家康と雲光院の養女となり、佐賀藩主・鍋島勝茂に嫁いだ。
寛文元年（1661年）、74歳で死去した。麻布賢崇寺に葬られた。法名は高源院乾秀正貞大姉。

## 子女
- 市姫：上杉定勝正室
- 鶴（天性院）：多久茂辰室
- 満千代：早世
- 忠直：佐賀藩世嗣
- 直澄：蓮池藩初代藩主
- 宝乗院：諫早茂敬室
- 直弘：白石鍋島家初代当主
- 娘（名前不詳）：神代常利室
- 直朝：鹿島藩初代藩主
- 永春院（長）：松平忠房正室
- 卿公：僧となった
- 娘（名前不詳）：元茂養女、鍋島直広室
- 神代直長：川久保（神代）鍋島家当主